# 中共东江特别委员会旧址
中共东江特别委员会旧址，位于中国广东省汕尾市海丰县桥东，为海丰县的一个县级文物保护单位，类型为近现代重要史迹及代表性建筑，公布时间为1963年。
中共东江特别委员会旧址的历史年代为1927-1928。

## 历史
该建筑原为清代林氏祖祠。1923年1月，海丰县总农会成立，派出农会骨干到东江各县发动组织农会。
同年5月，在林氏祖祠设立“惠州农民联合会”，7月又设立广东省农会。
1925年2月28日，广东国民革命军第一次东征到达海丰。
3月1日，东征军总政治部在此召开各界群众联欢大会。总政治部主任周恩来、中央农民部秘书彭湃等在大会上发表演说。不久后设立“海丰农民自卫军总部”。
1927年4月下旬设立中共东江特别委员会和东江革命军事委员会。

## 建筑
建筑为抬梁式结构，两侧建有封火墙。面积约700多平方米。原貌现已改变。